# Omni Coliseum
Omni Coliseum usualmente llamado The Omni que en latín significa "todo", fue un pabellón multiusos ubicado en Atlanta, Georgia e inaugurado en 1972. Poseía una capacidad para 15 278 personas en hockey y 16 378 en básquet.
The Omni también era sitio de eventos musicales, entre los que ofrecieron alguna vez un concierto en la arena se encuentran: Pink Floyd, Queen, U2, Roger Waters, David Bowie, Elvis Presley, Michael Jackson, Van Halen, Bon Jovi, Def Leppard, The Who, R.E.M., Madonna, INXS, etc.
La arena fue demolida en 1997 y en ese mismo lugar se construyó la Philips Arena.
- Datos: Q1970067
- Multimedia: Omni Coliseum / Q1970067